# Етолия
Етолия (на гръцки: Αιτωλία) е историко-географска област (сега - в ном Етолоакарнания на континентална Западна Гърция).

## Древна Етолия
В Древността река Ахелой я отделя на запад от Акарнания, на изток река Евена (Евинос) я отделя от Локрида и Дорида, а на север от тази област са поселенията на племената амфилохи и долопи (сред вероятните предци на власите от Малка Влахия). Панетолийския хребет разделя Етолия на 2 части – северна и южна, от които северната е населена по това време с племена, имащи славата на диви и некултурни (агриани, аперанти), а южната ѝ и по-плодородна част е политически силна и обикновено тя се има предвид под названието Древна Етолия. Специално последната (главният й град се нарича Терм, както и Фермон) има много важно стратегическо местоположение - най-южните й краища опират в най-тясната част на Коринтския залив и по този начин е във възможностите на етолийците да контролират корабоплаването по него, както и връзките с намиращия се на юг от земите им полуостров Пелопонес. В близост до тази част на Етолия се намира и ключовият град Навпакт (впоследствие преименуван на Лепанто). През Етолия минава освен това и пътят, който води от Ахея към Беотия и Тесалия, също стратегически важен по време на война.
Връх в консолидацията на региона е създаването на Етолийския съюз (IV-II в. пр.н.е.), чиито земи са превзети от римляните и включени (146 г. пр.н.е.) в провинция Ахайя.